# 감북동
감북동(甘北洞)은 경기도 하남시의 서부에 위치한 행정동이자 법정동의 명칭이다.

## 개요
감북동은 서울특별시 송파구, 강동구 및 광주시와 인접하고 있다. 하남시의 서쪽 관문으로 수도권제1순환고속도로(서하남 나들목) 및 시도 180호선 통과하고 있으며 한국도로공사 수도권본부가 위치해 있고 전 지역이 개발제한구역으로 규제를 받고 있다. 서울특별시와 인접하기 때문에 하남시 내에서 유일하게 지역번호로 02를 쓰는 지역이다.
조선시대에 감천(甘泉) 지역이 감일, 감이, 감북으로 나뉘면서 만들어졌다. 광암동은 1989년 하남시로 승격할 때 광암1리는 감북동, 광암2리는 초이동으로 편입되며 갈라졌다.

## 법정동
- 감북동(甘北洞)
- 광암동(廣岩洞) 일부
- 감일동(甘一洞) 일부

## 교육
- 서부초등학교
- 동성학교